# Cité Cockerill
Cité Cockerill in As was de eerste tuinwijk die na de ontdekking van de steenkool in het Kempisch bekken aan het begin van de 20ste eeuw voor de mijnwerkers van de steenkoolmijn van Zwartberg werd gebouwd. Gebaseerd op de ideeën en voorstellen van provinciaal architect Léon Jaminé werd een enorme woonwijk in een strak dambordpatroon ontworpen, met honderden woningen, een kerk en sociale voorzieningen. Zij bevond zich ten oosten van de steenkoolmijnen van Zwartberg en Waterschei op het grondgebied van de gemeente As.
Het idee om deze wijk in As te bouwen kwam van het consortium dat er toen nog van uitging dat de eerste steenkoolmijn aangelegd zou worden in de gemeente waar voor het eerst steenkool was ontdekt.
In 1912 werd een eerste groep van 36 woningen gebouwd, maar door de Eerste Wereldoorlog en gewijzigde mijnbouwconcessies werd de rest van de tuinwijk nooit gerealiseerd.
De huizen waren zogenaamde 'dubbelwoningen': twee woonhuizen tegen elkaar gebouwd onder één dak. Tussen 1960 en 1970 werden ze - op een na - afgebroken omdat ze niet meer voldeden aan de moderne wooneisen.

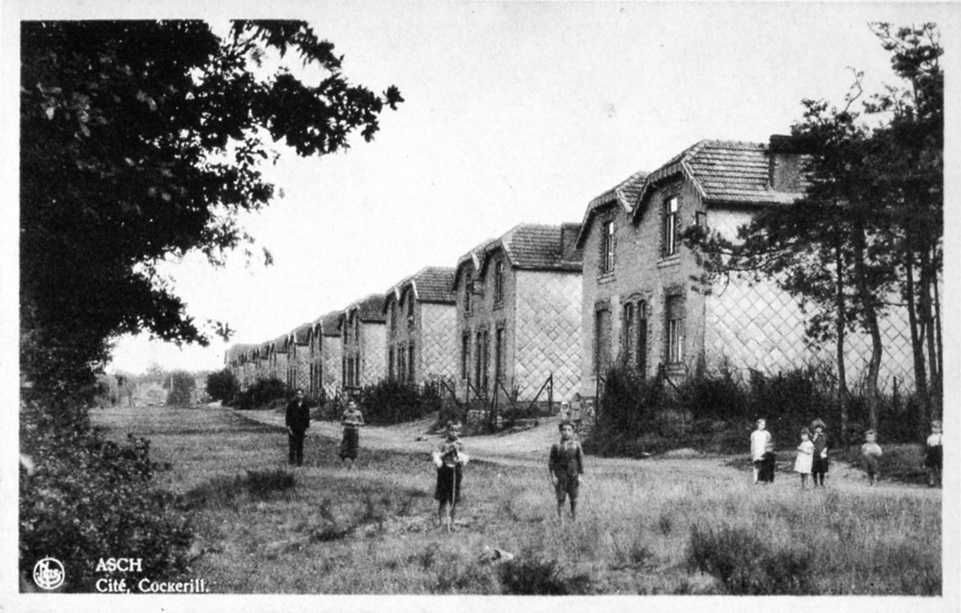
De Cité Cockerill in 1922 (oude prentkaart)
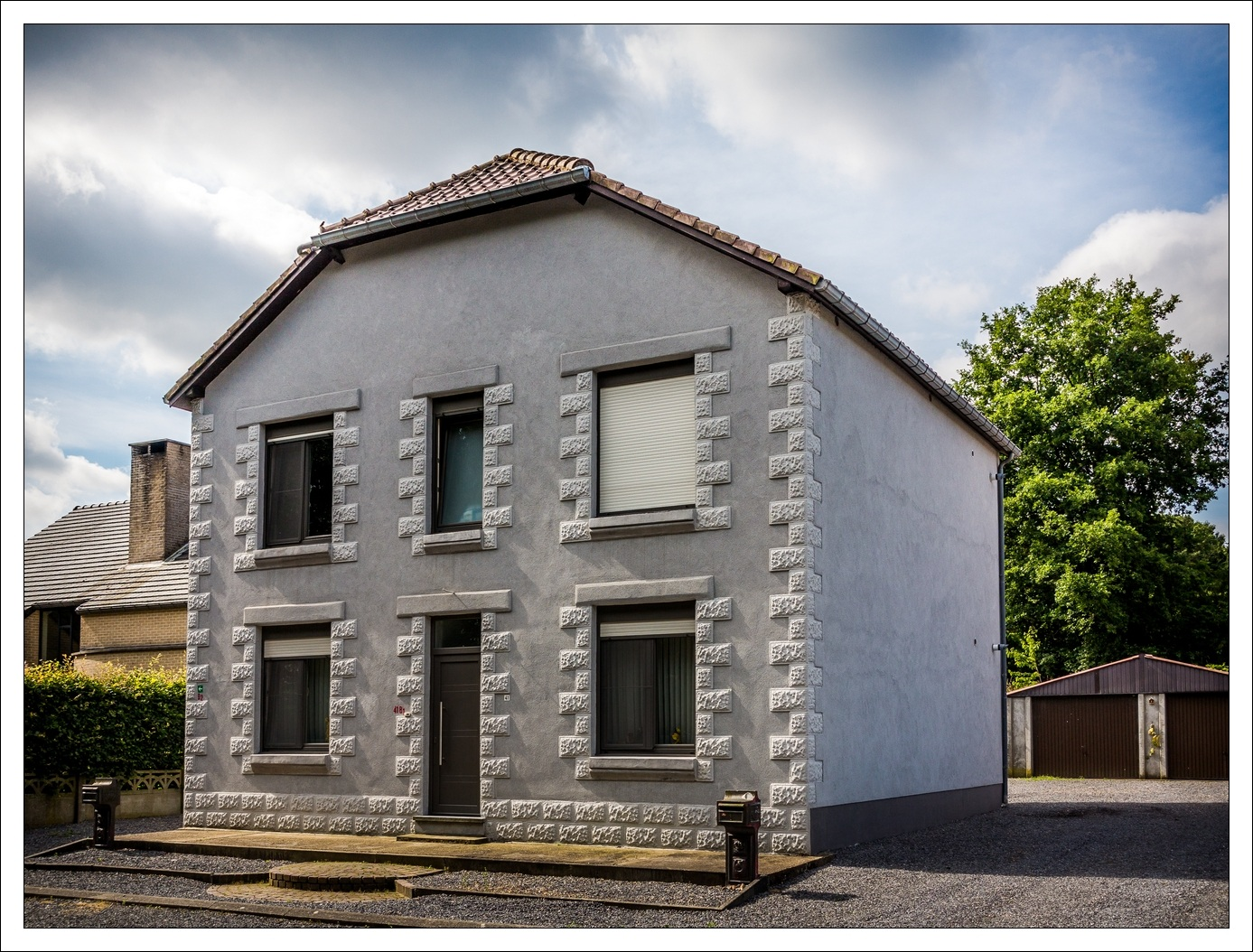
Het enig overgebleven huis van de Cité Cockerill (verbouwd en gemoderniseerd)

Deelgemeenten: As  · Niel-bij-As 

 Wijken: Cité Cockerill · Dennengaarde · Statiewijk · Ter Heide · Witte Dorp · Zevenhuizen 

Belgische gemeenten · Arrondissement Tongeren · Limburg · Vlaanderen